# Onni Pellinen
Onni Wilhelm Pellinen (* 14. Februar 1899 in Hankasalmi; † 30. Oktober 1945 in Istanbul, Türkei) war ein finnischer Ringer.

## Werdegang
Onni Pellinen begann beim Hauptstadtverein Helsingin Visa, der dem finnischen Arbeitersportverband TUL angehörte, mit dem Ringen. 1923 rang er für den ebenfalls zur TUL gehörenden Verein Turun Weikot. 1924 wechselte er zu den Turun Voimamiehet, einem Verein, der dem an den Ringer-Weltverband angeschlossenen Verband, angehörte. Im Jahr darauf kam er zu Helsingin Kisa-Veikot. Pellinen gehörte bald zur Weltspitze im Halbschwergewicht und gewann bei drei aufeinander folgenden Olympischen Spielen Medaillen. Der Gewinn einer Goldmedaille blieb ihm jedoch versagt. Er lieferte sich in seiner Laufbahn viele aufregende Kämpfe gegen die schwedischen Weltklasseringer Carl Westergreen und Rudolf Svensson. 1928 stand er kurz vor dem Olympiasieg, unterlag aber im Finale vollkommen überraschend gegen den in der damaligen internationalen Ringerszene vollkommen unbekannten Ägypter Ibrahim Mustapha und musste sich mit der Silbermedaille begnügen. 1935 startete er für die Helsingin Paini-Miehet ein letztes Mal bei finnischen Meisterschaften und belegte bei den Europameisterschaften in Kopenhagen einen sechsten Platz. Noch im selben Jahr ging er als Trainer in die Türkei und führte die türkischen Ringer schnell an die Weltspitze heran. Pellinen verstarb 1945 46-jährig in der Türkei.

## Internationale Erfolge
(OS = Olympische Spiele, EM = Europameisterschaft, GR = griechisch-römischer Stil, F = Freistil, Mi = Mittelgewicht, Hs = Halbschwergewicht, damals bis 79 kg bzw. 87 kg Körpergewicht)
- 1924, Bronzemedaille, OS in Paris, GR, Hs, mit Siegen über Misset, Niederlande, Rudolf Loo, Estland, Stefan Dömeny, Ungarn, Stefan Nagy, Jugoslawien und einer Niederlage gegen Rudolf Svensson, Schweden;
- 1928, Bronzemedaille, OS in Amsterdam, GR, Hs, mit Siegen über Otto Pohla, Estland, Petersons, Lettland, Imre Szalai, Ungarn, Carl Westergreen, Schweden und einer Niederlage gegen Ibrahim Mustafa, Ägypten;
- 1929, 1. Platz, EM in Dortmund, GR, Hs, mit Siegen über Mutsaers, Niederlande, Petersons, Gruppioni, Italien, Robert Rupp, Deutschland und Sanfried Söderqvist, Schweden;
- 1929, 2. Platz, Intern. Turnier in Stockholm, GR, Hs, hinter Rudolf Svensson und vor Ibrahim Mustafa, Ägypten, Thure Sjöstedt, Schweden u. Robert Rupp;
- 1930, 2. Platz, Intern. Turnier in Göteborg, GR, Hs, hinter Rudolf Svensson und vor Sanfried Söderqvist, beide Schweden;
- 1931, 1. Platz, EM in Prag, GR, Hs, mit Siegen über Gestwinski, Polen, Petersons, August Neo, Estland und Rudolf Svensson;
- 1932, Silbermedaille, OS in Los Angeles, GR, Hs, mit Sieg über Gruppioni und Niederlage gegen Svensson;
- 1932, 2. Platz, Intern. Turnier in Stockholm, GR, Hs, hinter Ivar Johansson, Schweden und vor Thure Sjöstedt, Schweden;
- 1935, 6. Platz, EM in Kopenhagen, GR, Hs, mit Sieg über Edvīns Bietags, Lettland und Niederlagen gegen Paul Böhmer, Deutschland und Axel Cadier, Schweden.

## Nationale Erfolge
Onni Pellinen wurde 1923 im Halbschwergewicht und 1922 im Mittelgewicht Meister des Arbeitersportverbandes TUL und 1926, 1927, 1929, 1931, 1932 und 1935 finnischer Meister im Halbschwergewicht, jeweils griechisch-römischer Stil und 1933 Meister im Freistil, Halbschwergewicht.
TUL:
- 1920, 3. Platz, GR, bis 82,5 kg, hinter Oskari Meisvuori und Rafael Hautakangas
- 1921, 2. Platz, GR, bis 82,5 kg, hinter Kalle Kaipio und vor Oskari Meisvuori
- 1922, 1. Platz, GR, bis 75 kg, vor Väinö Kokkinen und Evert Salonen
- 1923, 1. Platz, GR, bis 82,5 kg, vor Kalle Kaipio und A. Keihäs

SPL:
- 1925, 3. Platz, GR, bis 82,5 kg, hinter Iisakki Mylläri und Eemeli Juvonen
- 1926, 1. Platz, GR, bis 82,5 kg, vor Vilho Pekkala und V. Honkanen
- 1927, 2. Platz, FS, bis 87 kg, hinter Emil Vecksten
- 1927, 1. Platz, GR, bis 82,5 kg, vor Vilho Pekkala und Emil Vecksten
- 1929, 1. Platz, GR, bis 82,5 kg, vor Kalle Luukko und Arvi Ollikainen
- 1930, 2. Platz, GR, bis 82,5 kg, hinter Edil Rosenqvist und vor Aukusti Sihvola
- 1931, 1. Platz, GR, bis 82,5 kg, vor Aukusti Sihvola und Onni Sirenius
- 1932, 1. Platz, GR, bis 87 kg, vor S. Pellinen und T. Rahikainen
- 1933, 1. Platz, FS, bis 87 kg, vor N. Tammi und E. Sjöblom
- 1933, 3. Platz, GR, bis 87 kg, hinter Kyösti Luukko und Edvard Vesterlund
- 1934, 3. Platz, GR, über 87 kg, hinter Arvo Niemelä und Hjalmar Nyström
- 1935, 1. Platz, GR, bis 87 kg, vor Matti Lahti und Aarre Airo